# Gabriela Traña
Gabriela Traña Trigueros , née le 3 mars 1980 à Alajuela, est une athlète costaricienne, spécialiste du fond.

## Biographie
Repérée dès 1993 elle participe à partir de 1994 à des compétitions internationales sur 800 ou 1 500 mètres, comme les championnats d'Amérique Centrale jeunes. 
Elle s'aligne progressivement sur des distances plus longues : sur 5 000 mètres elle établit un record national en 2004 à l'occasion des championnats ibéro-américains de Huelva et participe aux championnats du monde d'athlétisme 2007.
À partir de 2007 elle se consacre au semi-marathon et au marathon, dont elle possède également les records nationaux.

### Palmarès
| Date | Compétition                                      | Lieu      | Résultat | Épreuve         | Performance     |
| ---- | ------------------------------------------------ | --------- | -------- | --------------- | --------------- |
| 2007 | Championnats NACAC                               | Guatemala | 3e       | 3 000 m steeple | 11 min 11 s 17  |
| 2008 | Championnats d'Amérique centrale et des Caraïbes | Guatemala | 3e       | 1 500 m         | 4 min 40 s 73   |
| 2010 | Jeux d'Amérique centrale et des Caraïbes         | Mayagüez  | 2e       | Marathon        | 2 h 46 min 22 s |
| 2015 | Championnats NACAC                               | San José  | 3e       | 5 000 m         | 18 min 41 s 98  |

### Records
| Épreuve         | Performance          | Lieu                | Date              |
| --------------- | -------------------- | ------------------- | ----------------- |
| 3 000 m         | 9 min 50 s 56 (RN)   | Huelva              | 8 août 2004       |
| 5 000 m         | 17 min 15 s 20 (RN)  | Huelva              | 7 août 2004       |
| Semi-marathon   | 1 h 16 min 32 s (RN) | La Nouvelle-Orléans | 4 mars 2012       |
| Marathon        | 2 h 38 min 22 s (RN) | Berlin              | 25 septembre 2011 |
| 3 000 m steeple | 10 min 59 s 80 (RN)  | Ponce               | 26 mai 2006       |